# Drie figuren op straat
Drie figuren op straat is een beeldengroep in de Staatsliedenbuurt, Amsterdam Oud-West.
De drie wandelende figuren binnen het genre "figuratief met een expressieve vorm" (aldus de kunstenaar) zijn ontworpen door Peter Erftemeijer. Zij zijn op weg van het Van Limburg Stirumplein in de Staatsliedenbuurt naar het stadsdeelkantoor van het voormalige Stadsdeel Westerpark. De beeldengroep kwam er na een uitgebreide renovatie/saneringsslag binnen de wijk Staatsliedenbuurt. Er werd veel gerenoveerd en (volgens bewoners te) veel gesloopt en gebouwd. Al in 1995 kwam een buurtcomité met het voorstel aan de deelraad kunst te plaatsen in de Van Limburg Stirumstraat. De deelraad zag daartoe mogelijkheden en reserveerde 75.000 gulden. Er kwam een prijsvraag en een bijbehorende commissie. Het kunstwerk moest vallen binnen de omschrijving relatie buurt en het Westerpark. Daarna ontspon zich een discussie die zes jaar zou duren. Nadat was besloten om uit de 28 inzendingen het werk van Erftemeijer te kiezen, was het Amsterdamse Fonds voor de Kunst van mening dat de straat eigenlijk niet geschikt was voor het plaatsen van kunst (de straat is ook na renovatie relatief smal). Toen de deelraad toch het voorstel van de burgers had overgenomen, maakten feministen bezwaar tegen het feit dat de groep alleen uit manspersonen bestond. De kunstenaar gaf vervolgens de tweede persoon het uiterlijk van een vrouw mee. Te plaatsen kunst moest echter ook goedgekeurd worden door de welstandscommissie vallend onder de centrale stad, deze vond de beeldengroep niet in de straat passen. Het bestuur van de deelraad was het daar weer niet mee eens en gaf toch groen licht voor het plaatsen van de drie bronzen beelden. Op 12 december 2001 volgde de onthulling.
Buurtbewoners voorzien de drie personen af en toe van attributen, zoals een sjaal en/of tennisracket.
Gelijksoortige beelden van Erftemeijer staan ook in Helmond en Tilburg.

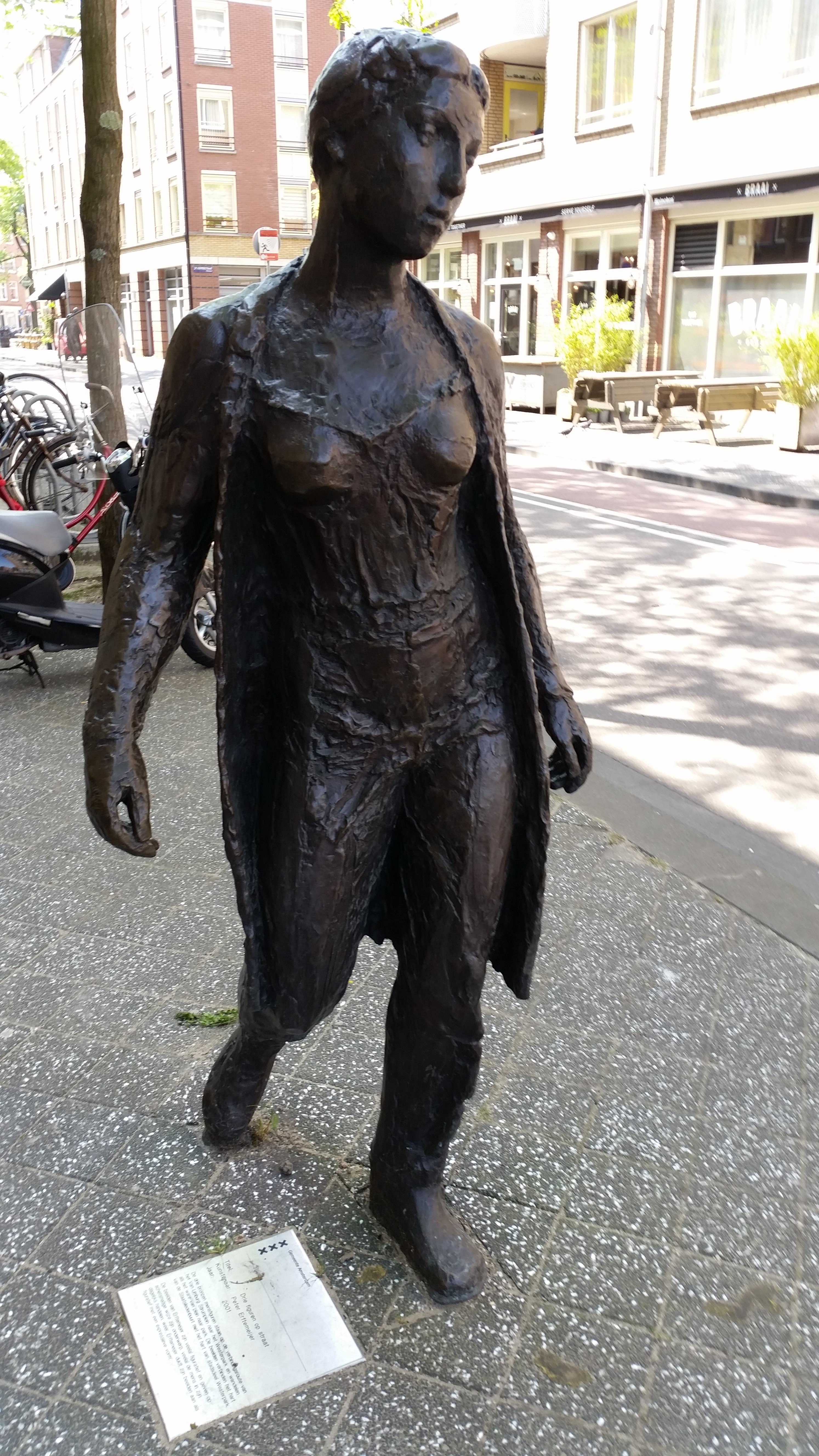
De vrouw in de Van Limburg Stirumstraat (mei 2018)

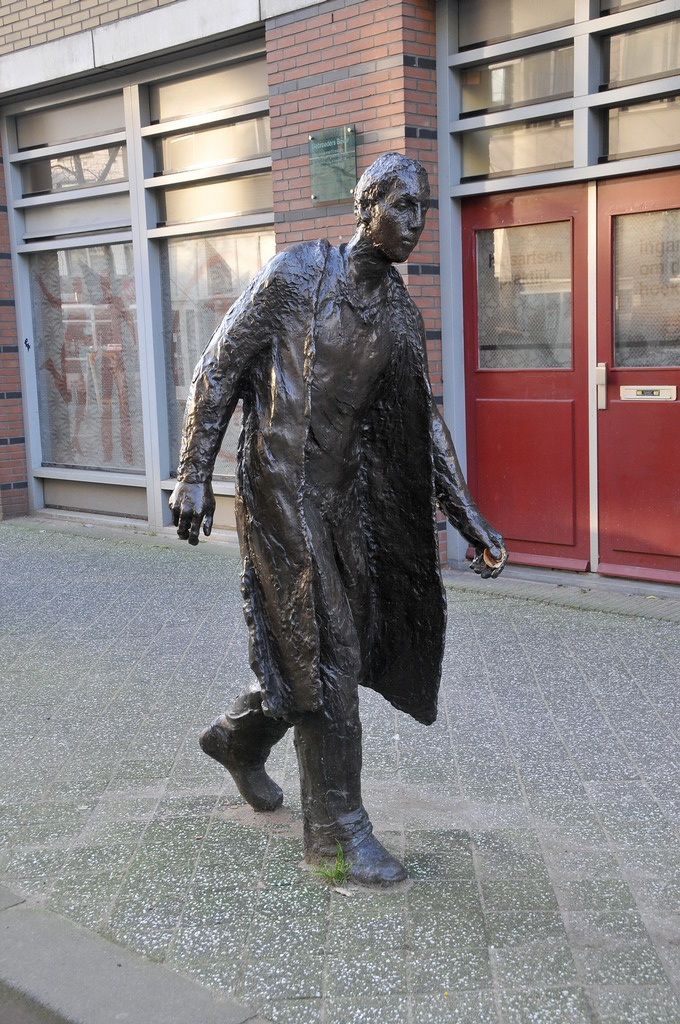
De man in de Van Limburg Stirumstraat (mei 2018)